# Alfred Wickenburg
Alfred Wickenburg (* 26. Juli 1885 in Bad Gleichenberg; † 25. Dezember 1978 in Graz, bis 1919 Reichsgraf von Wickenburg) war ein österreichischer Maler und Grafiker.

## Leben

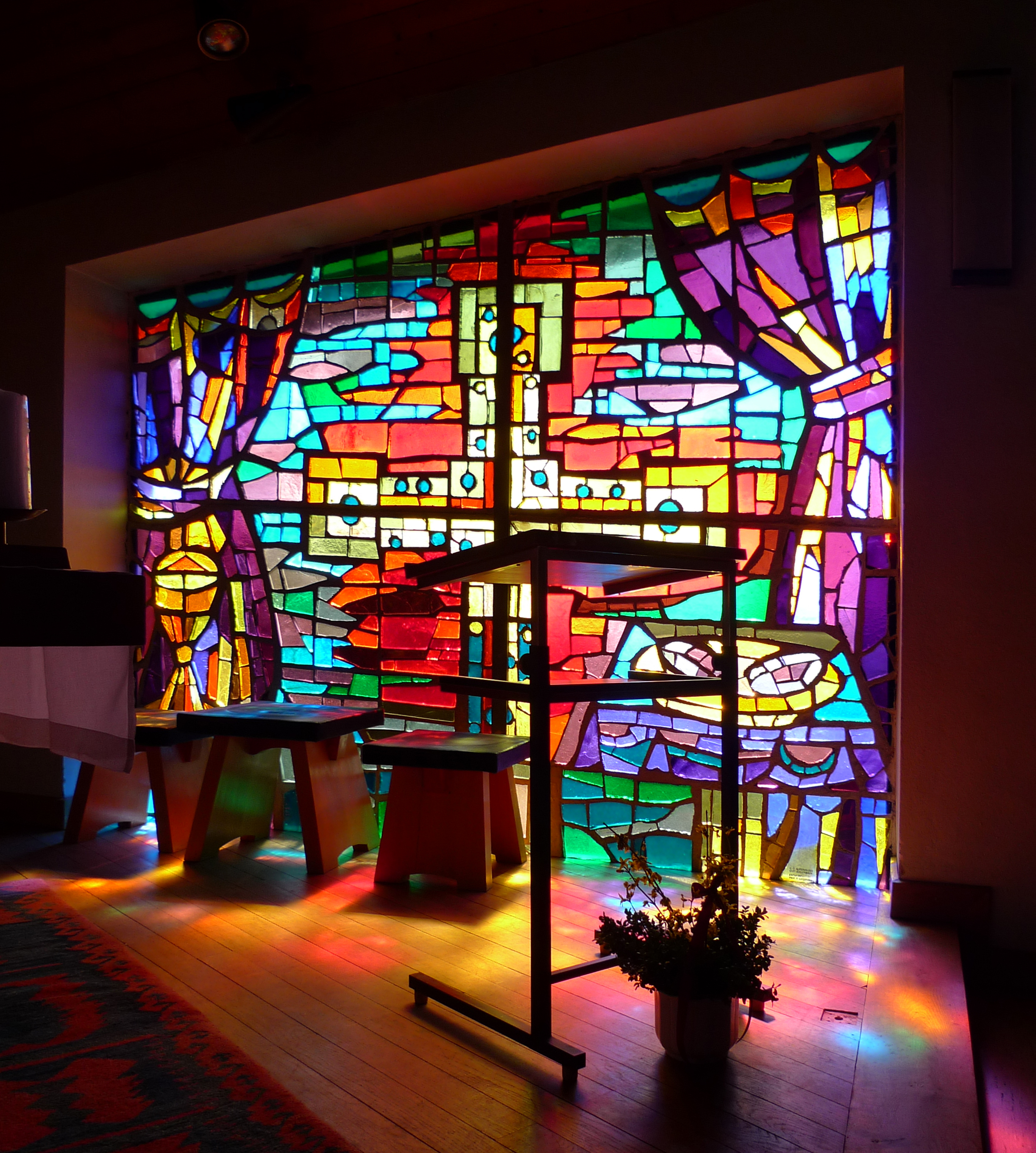
Maria Schutz, Kalkleiten bei Graz, Pfarre Graz St. Veit, Glasbetonfenster von Alfred Wickenburg und Franz Felfer

Alfred Matthias Konstantin Capello Wickenburg stammte aus einer steirischen Adelsfamilie: er war u. a. der Urenkel von Matthias Constantin Capello von Wickenburg. Er studierte zunächst 1904–05 in München an der Schule von Anton Ažbe, dann 1906–1909 bei Jean Paul Laurens an der Académie Julian in Paris und schließlich 1910–1914 in Stuttgart in der Malklasse der Akademie bei Christian Landenberger und in der Kompositionsklasse bei Adolf Hölzel. In der großen Stuttgarter Ausstellung des Verbandes der Kunstfreunde in den Ländern am Rhein war er 1914 im sogenannten „Expressionisten-Saal“, den Hölzel im Auftrag des Verbandes eingerichtet hatte, im Kreise der Baumeister, Itten, Schlemmer, Stenner und weiterer Maler „der jüngsten Richtung“ (Katalogvorwort) vertreten. Ab 1918 war Wickenburg freischaffender Künstler. 1920–1923 verbrachte er mit Studien in Italien.
Ab 1923 lebte Wickenburg in Graz, wo er gemeinsam mit Wilhelm Thöny und anderen die Grazer Sezession begründete.
Er unterrichtete gleichzeitig auch als Kunsterzieher unter anderen am Akademischen Gymnasium in Graz. Nach Anfeindungen Anfang der 30er Jahre etablierte er sich schließlich als führende Gestalt der Moderne in der Steiermark. 1934–1937 war er Professor für Landschafts- und Stilllebenmalerei an der Landeskunstschule Graz. Von 1937 bis zum Eintritt in den Ruhestand 1952 unterrichtete er an der kunstgewerblichen Abteilung der Bundeslehranstalt für das Baufach und Kunstgewerbe (heute Ortweinschule) in Graz. Zunächst war er dort als Assistent an der neu eingerichteten Meisterschule für Freskomalerei tätig. Zu seinen Schülern zählen Kurt Weber und Anny Dollschein.
Seine Arbeiten wurden viermal im Rahmen der Biennale in Venedig (1934, 1936, 1950 und 1958) gezeigt und waren zudem bei Einzel- und Gruppenausstellungen in Städten wie Berlin, Paris, New York, Bern, Rom und London zu sehen.
Nach dem Zweiten Weltkrieg wurde die Grazer Sezession, die unter dem Nationalsozialismus aufgelöst wurde, mit Wickenburg als Präsident neu gegründet. Wickenburg übernahm die Leitung der Freskoabteilung an der heutigen Ortweinschule, zudem wurde er Mitglied der Wiener Secession und des Art-Clubs, in dem er von 1949 bis 1950 im leitenden Komitee verzeichnet ist und sich aktiv für jüngere Künstlerinnen und Künstler einsetzte.
Die wiedererstarkte Schaffenskraft und die künstlerische Begeisterung im Spätwerk Wickenburgs werden nicht nur in Gemälden und Zeichnungen, sondern auch in Wandbildern und Glasfenstern fassbar. Beeinflusst durch die farbigen Möglichkeiten von Glas und Licht steigerte er die Leuchtkraft der Farben in seinen Gemälden – immer deutlicher wird die Neigung zu starken Kontrasten und Formreduktionen.
Wickenburg erhielt zahlreiche Ehrungen, u. a. wurde er 1951 Mitglied der Jury für den österreichischen Staatspreis, 1952 österreichischer Delegierter bei der UNESCO in Venedig, 1957 wurde er in den Österreichischen Kunstsenat berufen und 1973 zu dessen Ehrenmitglied ernannt. 1972 erhielt der Künstler den Würdigungspreis des Landes Steiermark für bildende Künste.
Wickenburg verstarb 1978 im Alter von 93 Jahren in Graz. Er war bis zu seinem Lebensende voller Schaffenskraft künstlerisch tätig gewesen.

## Auszeichnungen
Er erhielt 1956 den Großen Österreichischen Staatspreis für Bildende Kunst. 1957 wurde er in den österreichischen Kunstsenat berufen und erhielt den Österreichischen Kunstpreis. Schließlich wurde er 1969 mit dem Österreichischen Ehrenzeichen für Wissenschaft und Kunst ausgezeichnet. Er erhielt auch den Ehrenring des Landes Steiermark. 1972 wurde er mit dem Würdigungspreis des Landes Steiermark für bildende Kunst ausgezeichnet.

## Leistung
Alfred Wickenburg war neben Wilhelm Thöny der wichtigste Repräsentant der steirischen Moderne. Er rezipierte verschiedene moderne Kunstströmungen, vor allem den Kubismus, den Futurismus und die Pittura metafisica. Typisch für ihn ist sein konkreter, gestaltlicher Kubismus, der Vereinfachung und Harmonie von Form und Farbe erstrebte und Visionen in einprägsame Gestalten übertrug.

## Werke (Auswahl)
- Giardino del Lago (Privatbesitz), Öl auf Leinwand, 139 × 111,5 cm
- Diana und Aktäon (Privatbesitz), 1921, Öl auf Leinwand, 109 × 160 cm
- Blick aus dem Atelierfenster – Florenz (Wien, Österreichische Nationalbank), 1923, Öl auf Leinwand, 77,5 × 62,4 cm
- Rinaldo und Armida (Wien, Belvedere), 1923, Öl auf Leinwand, 110 × 149,5 cm
- Märchen (Privatbesitz), 1925, Öl auf Leinwand, 51 × 66 cm
- Medea (Privatbesitz), 1928, Öl auf Leinwand, 317 × 200 cm
- Das Rätsel (Privatbesitz), 1928, Öl auf Leinwand, 51 × 66 cm
- Artisten (Privatbesitz), 1929, Öl auf Leinwand, 156 × 104,5 cm
- Dame mit Pelz (Privatbesitz), 1930, Öl auf Leinwand, 112 × 75 cm
- Vision (Privatbesitz), 1933, Öl auf Leinwand, 193 × 176 cm
- Bücherstilleben (Graz, Neue Galerie), 1937, Öl auf Leinwand, 57,3 × 66,2 cm
- Enigma (Privatbesitz), 1943, Öl auf Leinwand, 64 × 49 cm
- Glasfensterzyklus zur Offenbarung des Johannes in der Michaelskapelle in Schloss Seggau bei Leibnitz (1959)
- Glasfenster in der Filialkirche Maria Schutz, Kalkleiten bei Graz (1963)
- Glasfenster in der Bergkirche Heiligste Dreifaltigkeit auf der Tauplitzalm (1963)
- Wandmalerei Werdegang eines Priesters im Gymnasium und Realgymnasium Sachsenbrunn
- Glasfenster in der Barbarakapelle des Grazer Doms (1965)

## Ausstellungen (Auswahl)
- 1950: Alfred Wickenburg. Kollektivausstellung,  Neue Galerie der Stadt Linz
- 1950:  Alfred Wickenburg, Neue Galerie am Landesmuseum Joanneum, Graz
- 1954: Sonderausstellung: Prof. Alfred Wickenburg, Prof. Rudolf Szyszkowitz, Prof. Fritz Silberbauer. Ölgemälde, Oberösterreichisches Landesmuseum, Linz
- 1955: Alfred Wickenburg, Akademie der bildenden Künste Wien
- 1962: Alfred Wickenburg, Galerie am Griechenbeisl, Wien
- 1965: Alfred Wickenburg. Ölbilder, Galerie Würthle, Wien
- 1967:  Alfred Wickenburg. Trigonpersonalausstellung, Neue Galerie am Landesmuseum Joanneum, Graz
- 1971: Alfred Wickenburg. Neue Ölbilder, Secession, Wien
- 1971: Alfred Wickenburg, Galleria d’Arte, Instituto Austriaco di Cultura in Roma, Rom
- 1975: Alfred Wickenburg zum 90. Geburtstag. Ölbilder 1968-1975, Neue Galerie, Graz
- 1976: Alfred Wickenburg, [Österreichische Galerie Belvedere], Wien
- 1978: Alfred Wickenburg. 1885-1978. Das späte Werk, Neue Galerie, Wien
- 1982: Alfred Wickenburg. Gedächtnisausstellung. Gemälde, Künstlerhaus, Graz
- 2004/05: Alfred Wickenburg – variationen der moderne, Museum der Moderne Salzburg Rupertinum, umfassende Retrospektive mit Katalog[6]
- 2013: Alfred Wickenburg. 1885-1978. Man with Mask and selected Drawings, Shepherd W&K Galleries, New York
- 2017: Alfred Wickenburg. Visionen in Farbe und Form, Österreichische Galerie Belvedere, Wien